# Charles Marion Russell

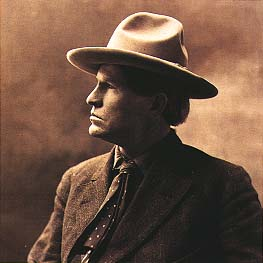
Charles M. Russell 1907

Charles Marion Russell var en amerikansk vilda västern-konstnär som levde mellan 19 mars 1864 och 24 oktober 1926,  han var även känd som C. M. Russell, Charlie Russell och "Kid" Russell.
Russell skapade mer än 2 000 målningar av cowboys, indianer och landskap i amerikanska västern och i Alberta i Kanada. Han gjorde även skulpturer i brons.
Russell var känd som cowboyartist, men han var också en berättare och författare. På C. M. Russell Museum Complex  i Great Falls, Montana finns det mer än 2 000 av Russell's konstverk, personliga tillhörigheter och artefakter.
Russells målning Lewis and Clark Meeting the Flathead Indians finns i Helena, Montana, där hänger den i Montanas representanthus. Russells målning  Piegans från 1918 såldes  2005 för 5,6 miljoner dollar på auktion.

## Galleri

### Statyer och verk som hänger offentligt

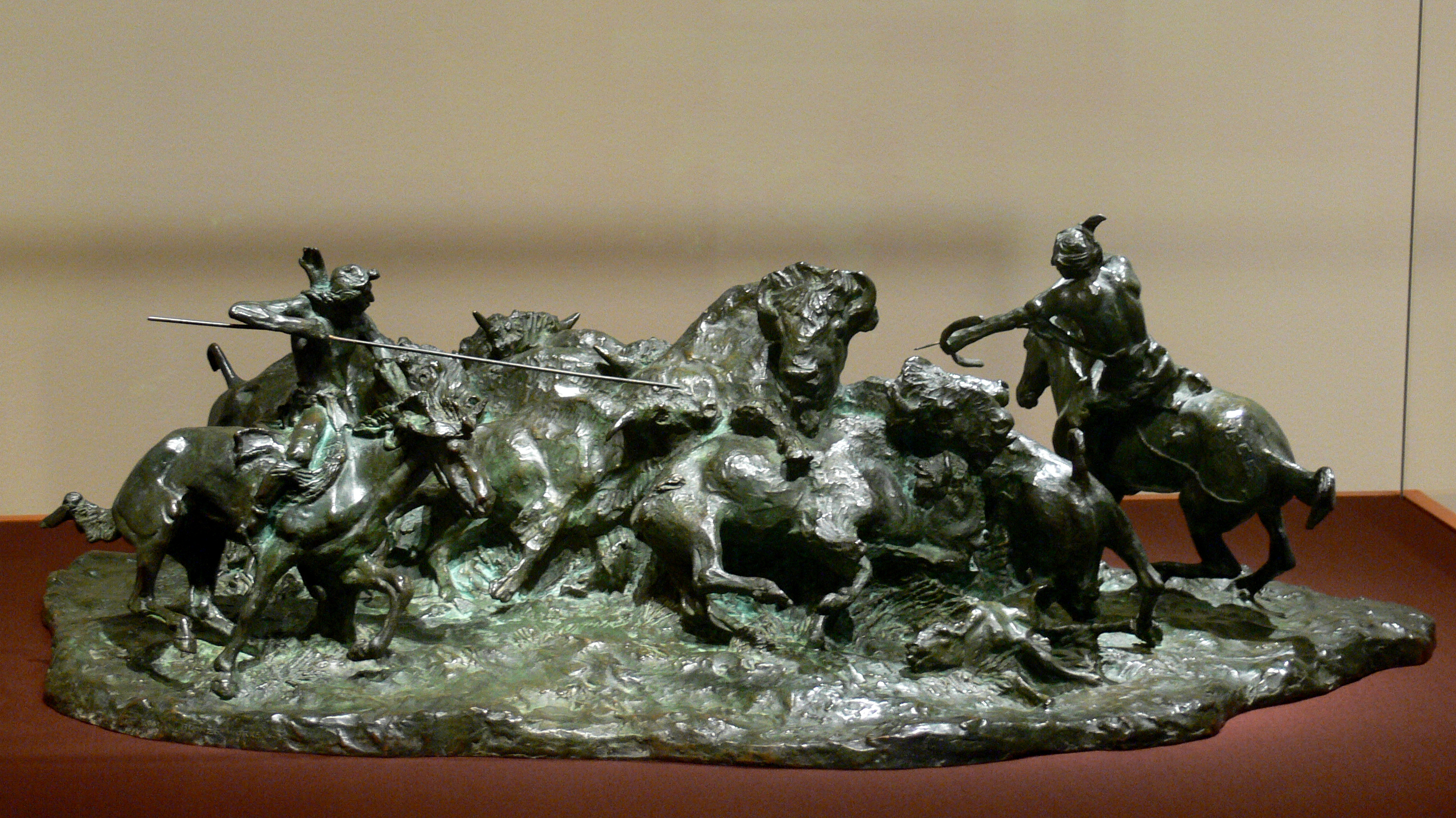
Meat for Wild Men
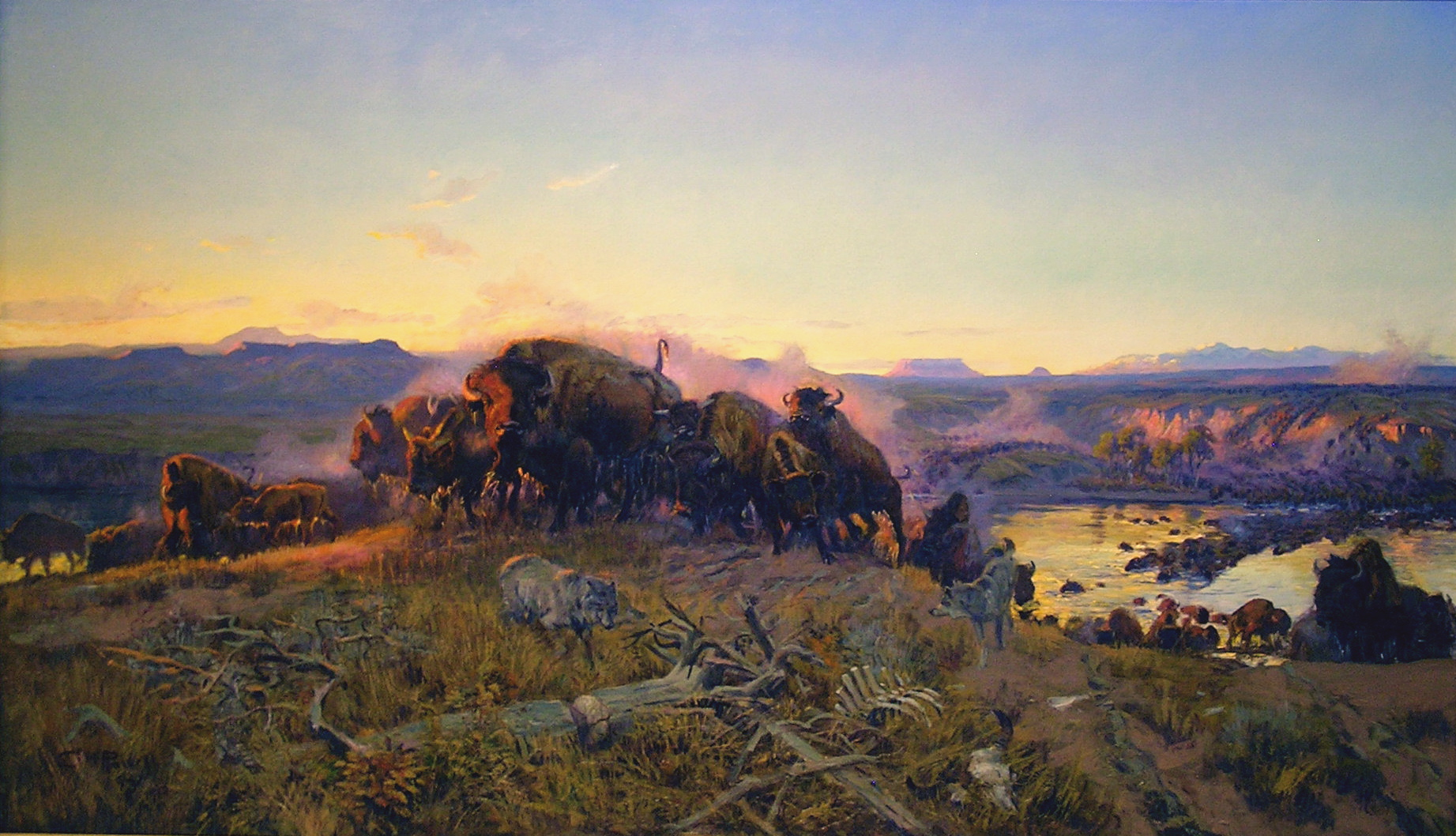
When The Land Belonged to God
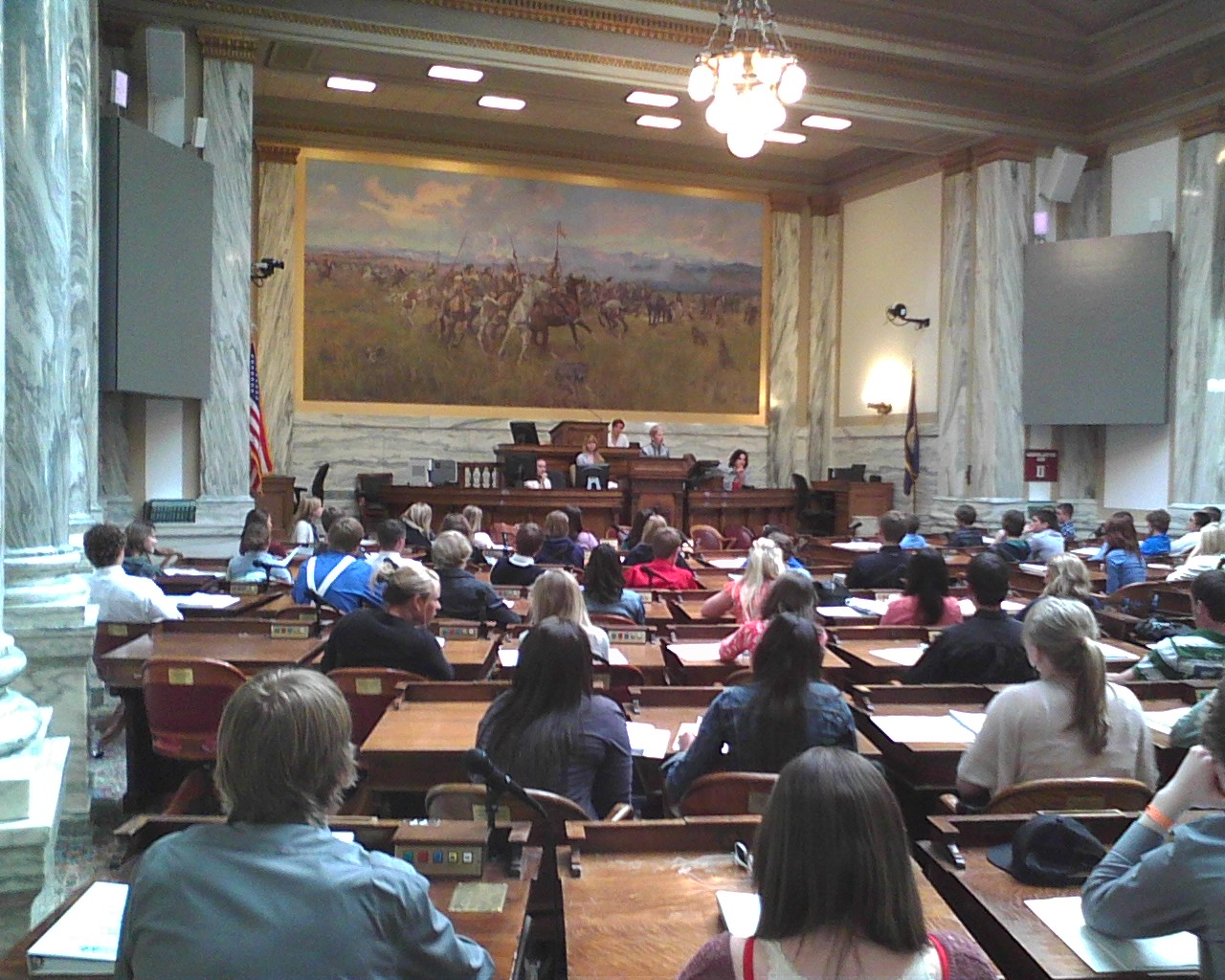
Lewis and Clark Meeting the Flathead Indians, 1912

### Indianer

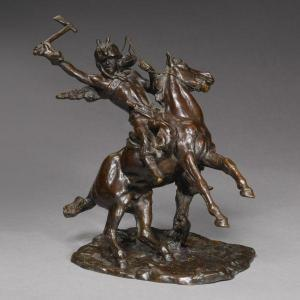
"The Cryer," bronze sculpture
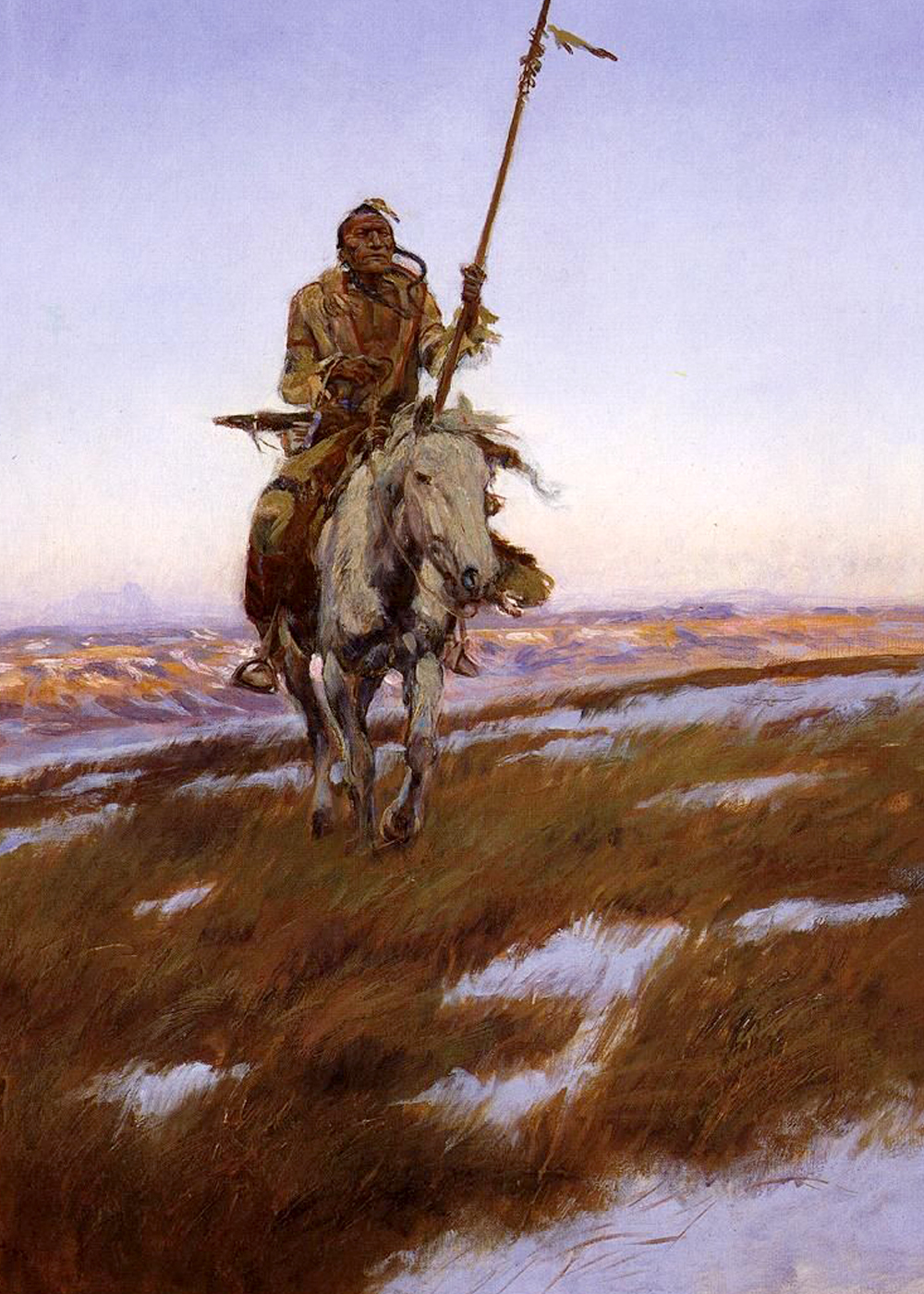
Cree Indian
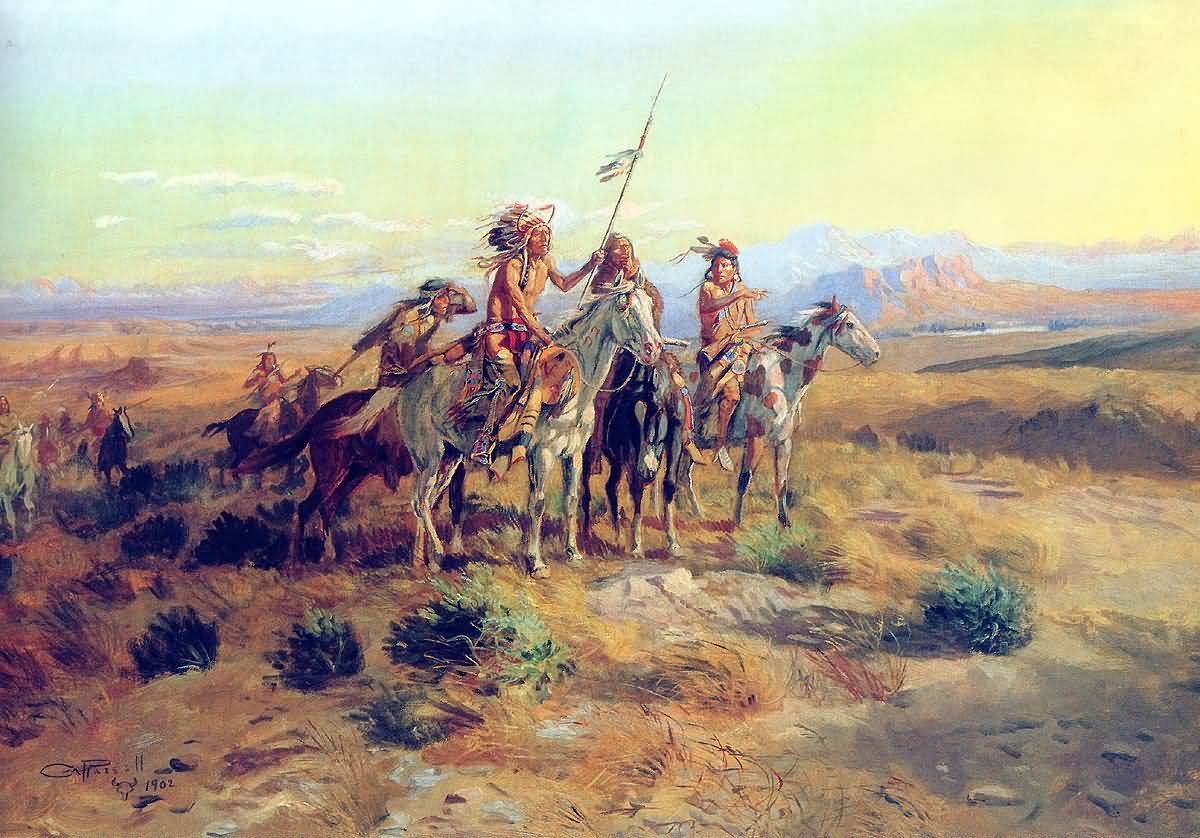
The Scouts
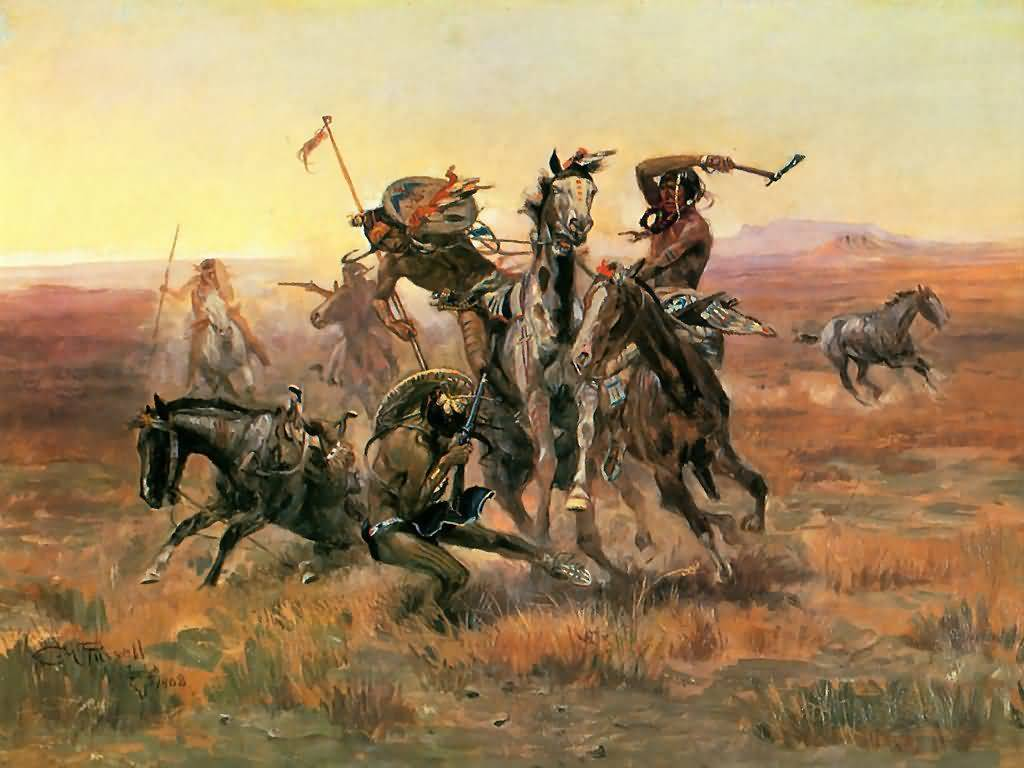
When Blackfoot and Sioux Meet
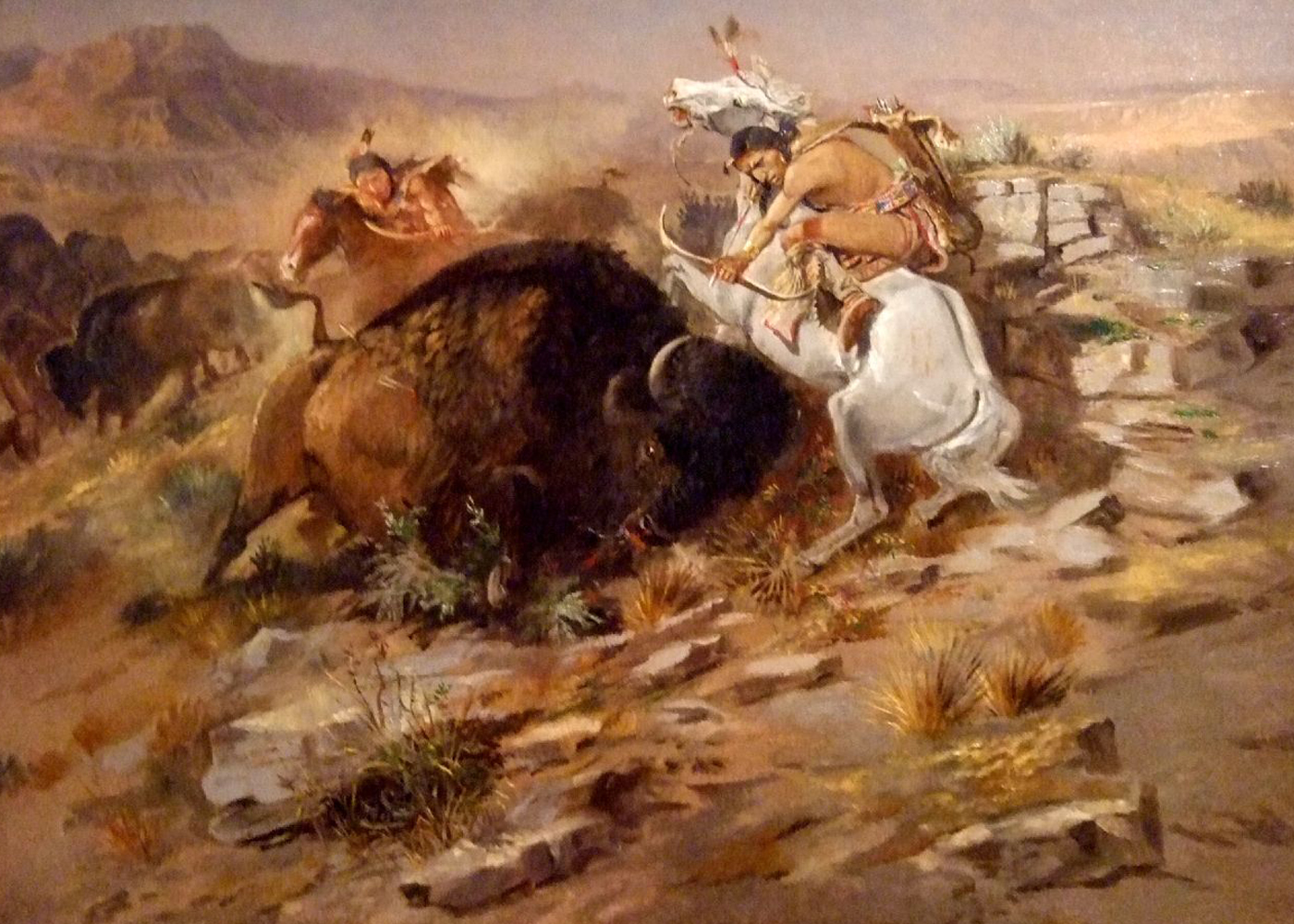
Buffalo Hunt

### Cowboys

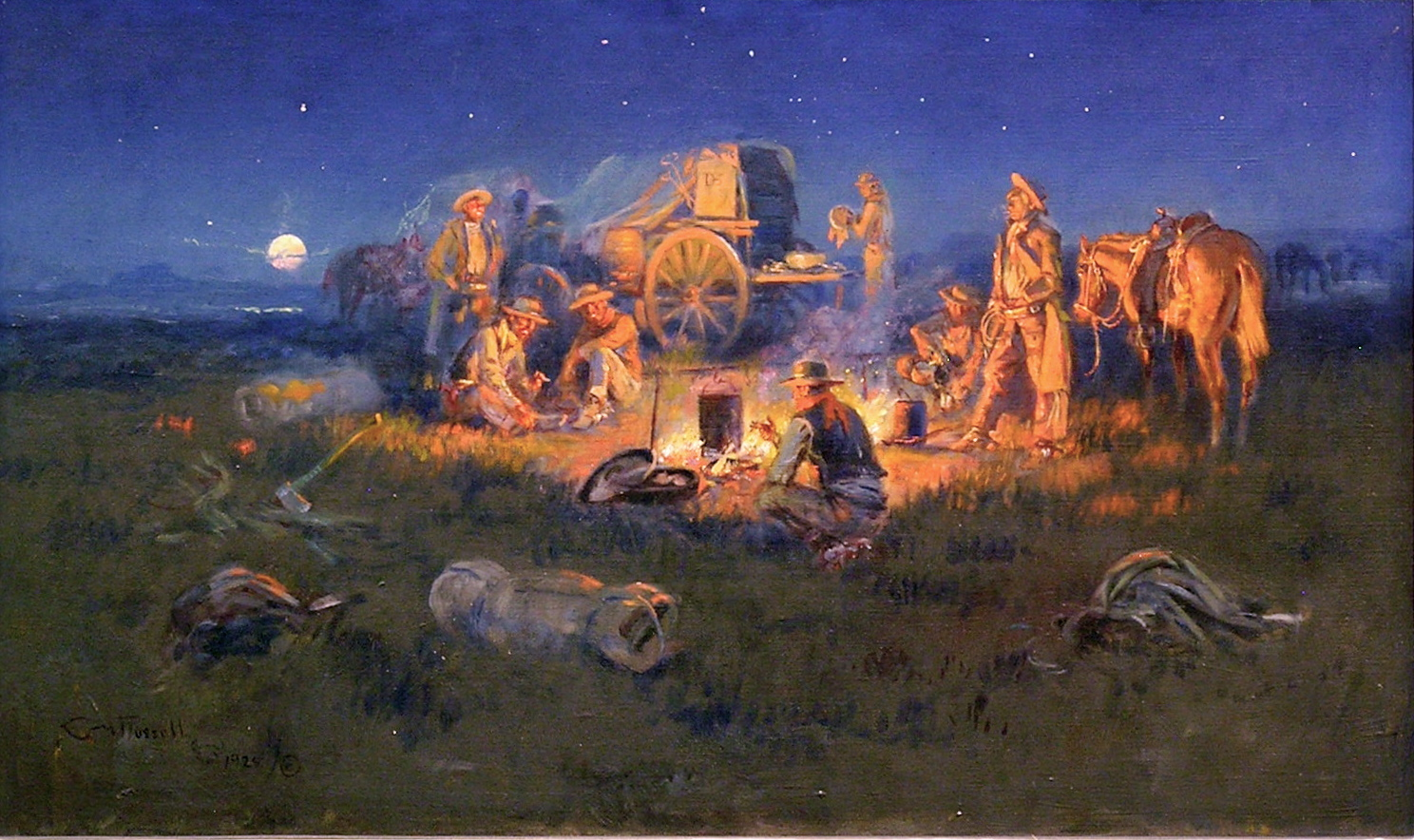
Laugh Kills Lonesome, 1925.
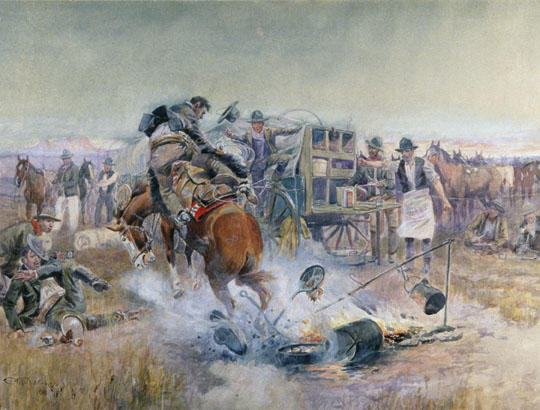
"Bronc to Breakfast", 1908.
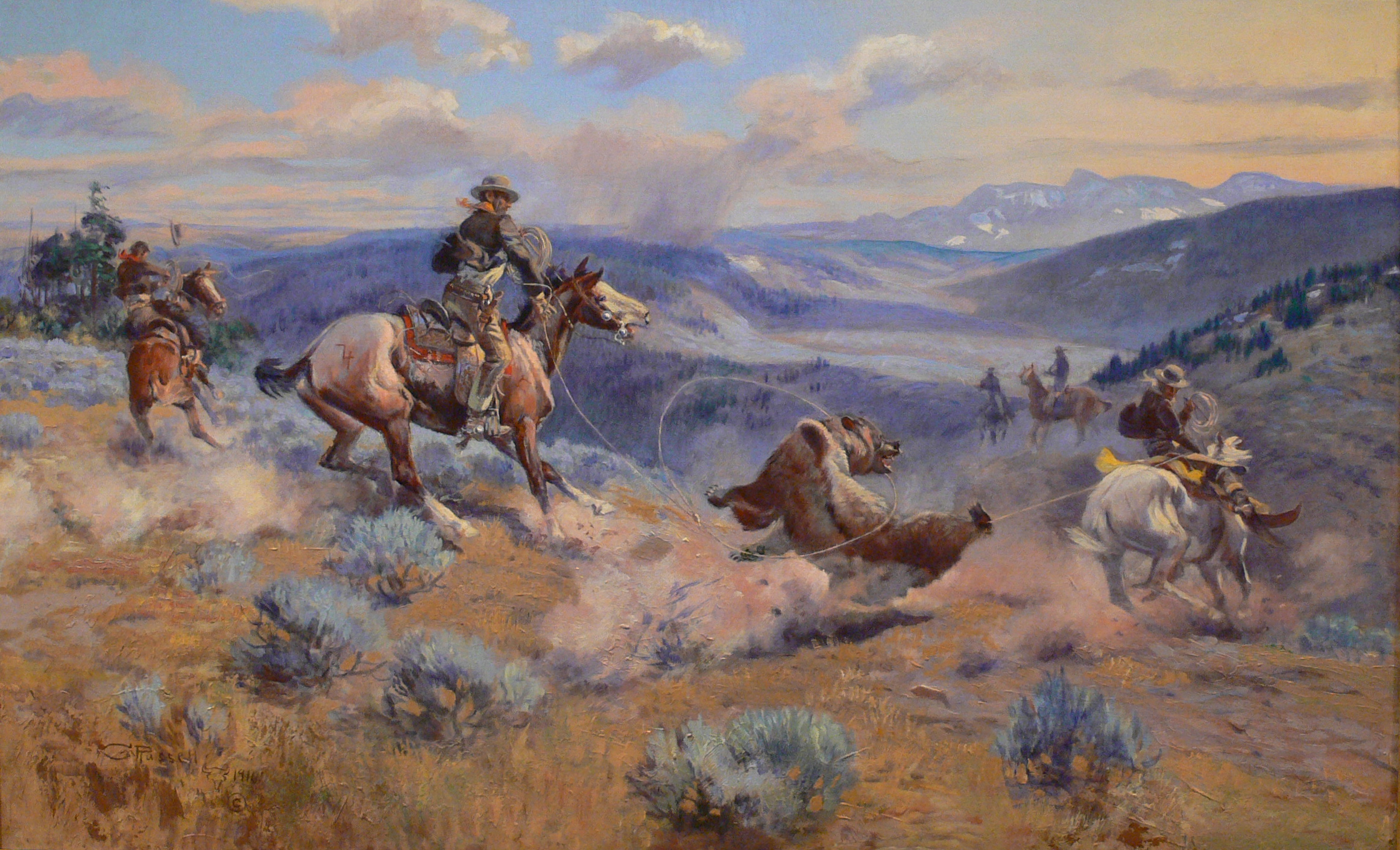
Loops and Swift Horses are Surer than Lead, 1916
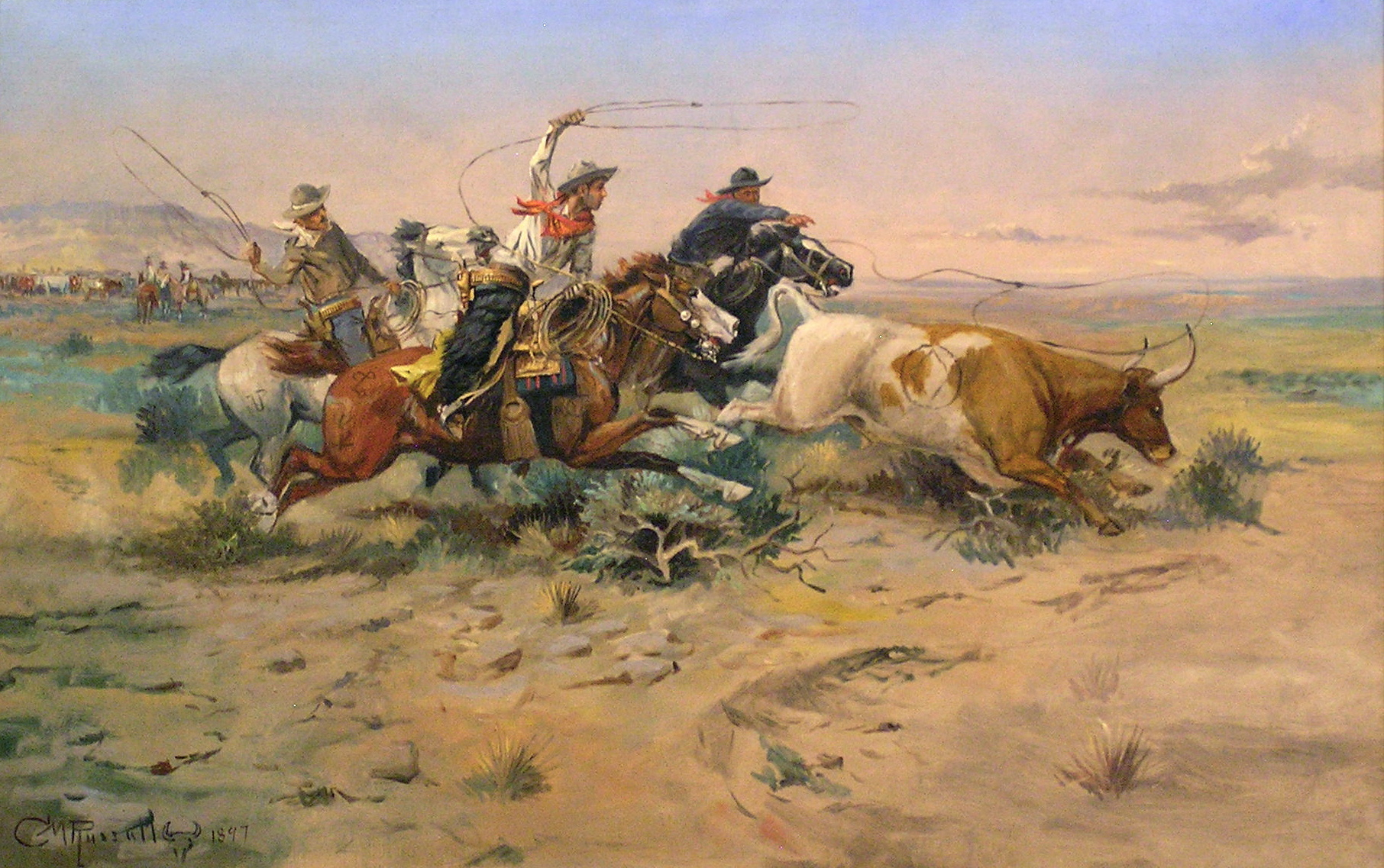
The Herd Quitter
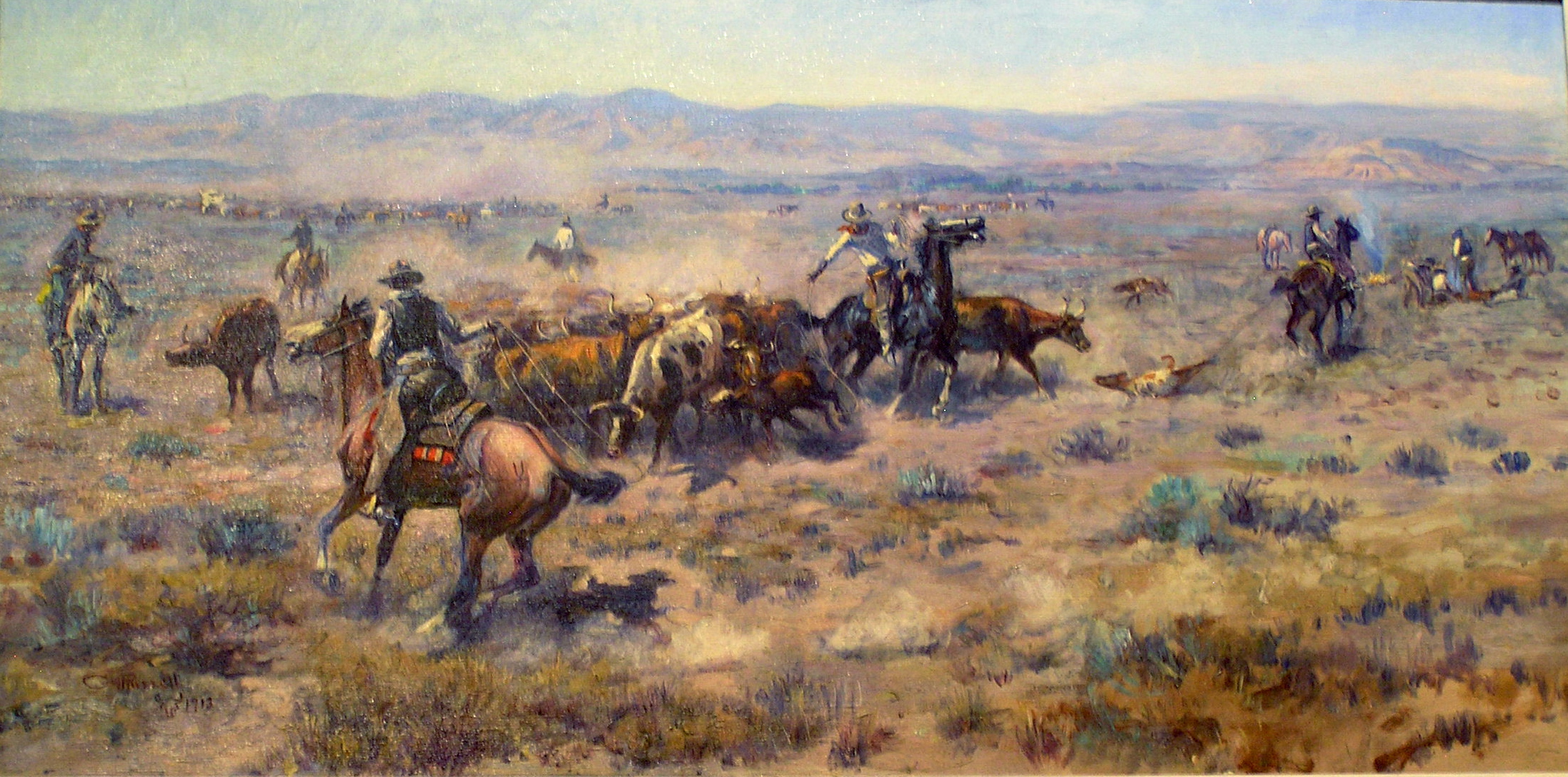
Roundup #2, 1913